# Survivor in the Zongo
|  | Denne artikel er oprettet af botten PalnaBot ud fra en ekstern database. Den kan derfor have sproglige fejl eller mangler. Denne skabelon kan fjernes efter kontrol af indholdet. |

Survivor in the Zongo er en film instrueret af Caroline Nellemann, Isabella M. Kyle.

## Handling
Filmen fører os ind i et tilflytterkvarter i udkanten af Accra, Ghana. Hvordan overlever man i et kvarter med mange nye og forskellige tilflyttere fra alle egne i landet? Hvordan kan en ung mand klare sig i den meget skarpe konkurrence om en plads på solsiden? Han skal sikre sig en indtægt og holde andre fra fadet.